# Róża gęstokolczasta

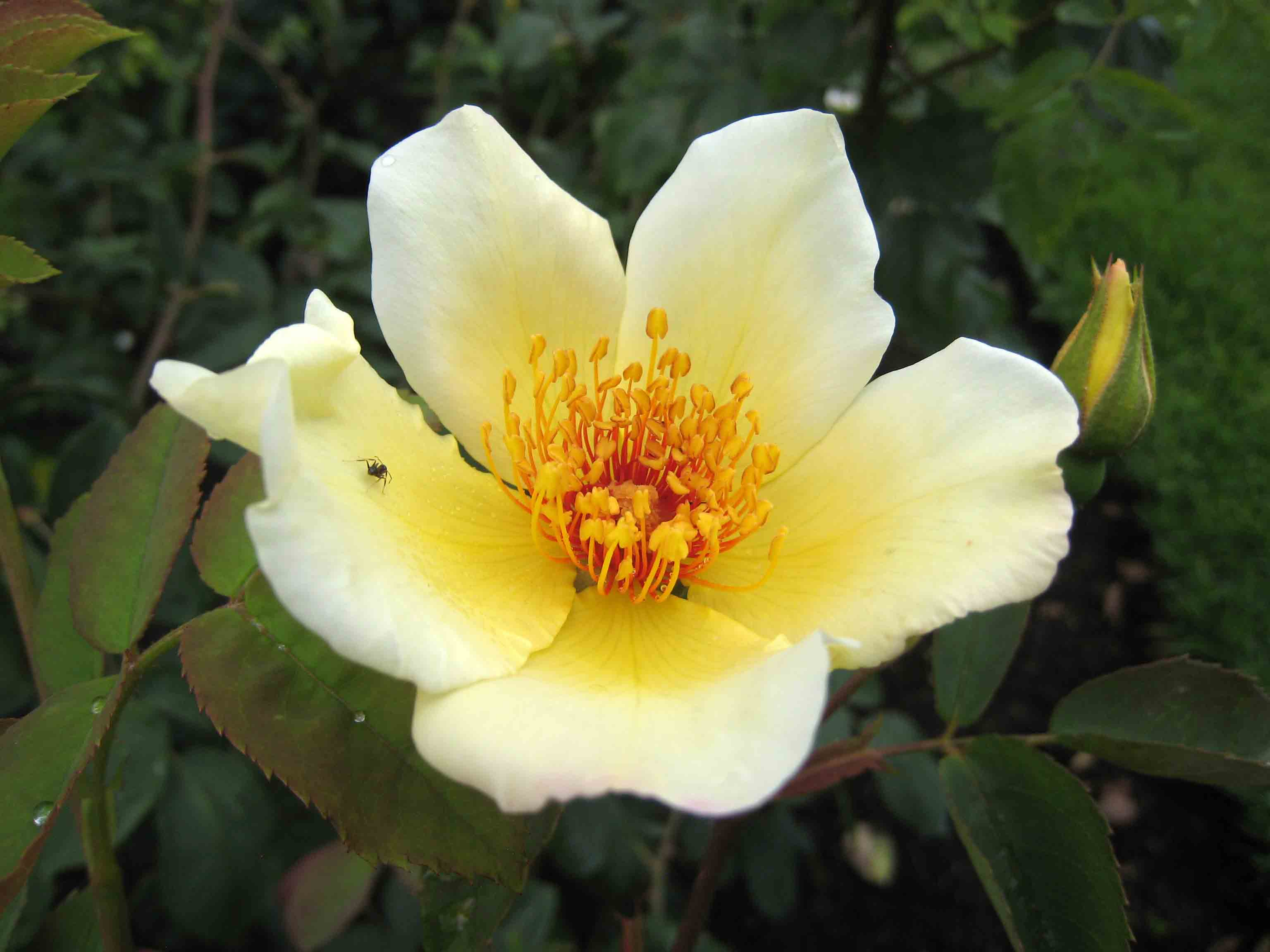
Odmiana 'Golden Wings'

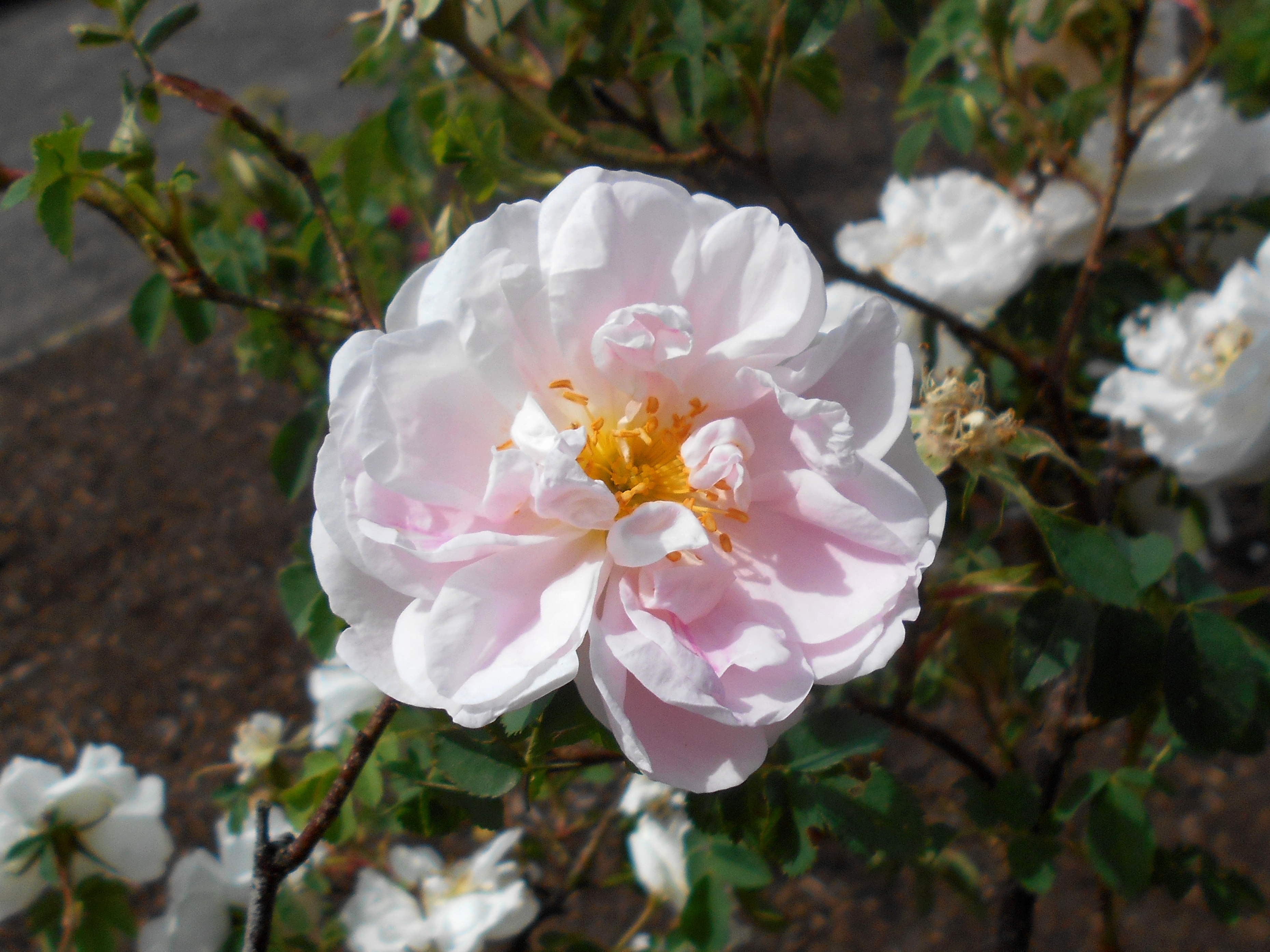
Odmiana 'Stanwell Perpetual'

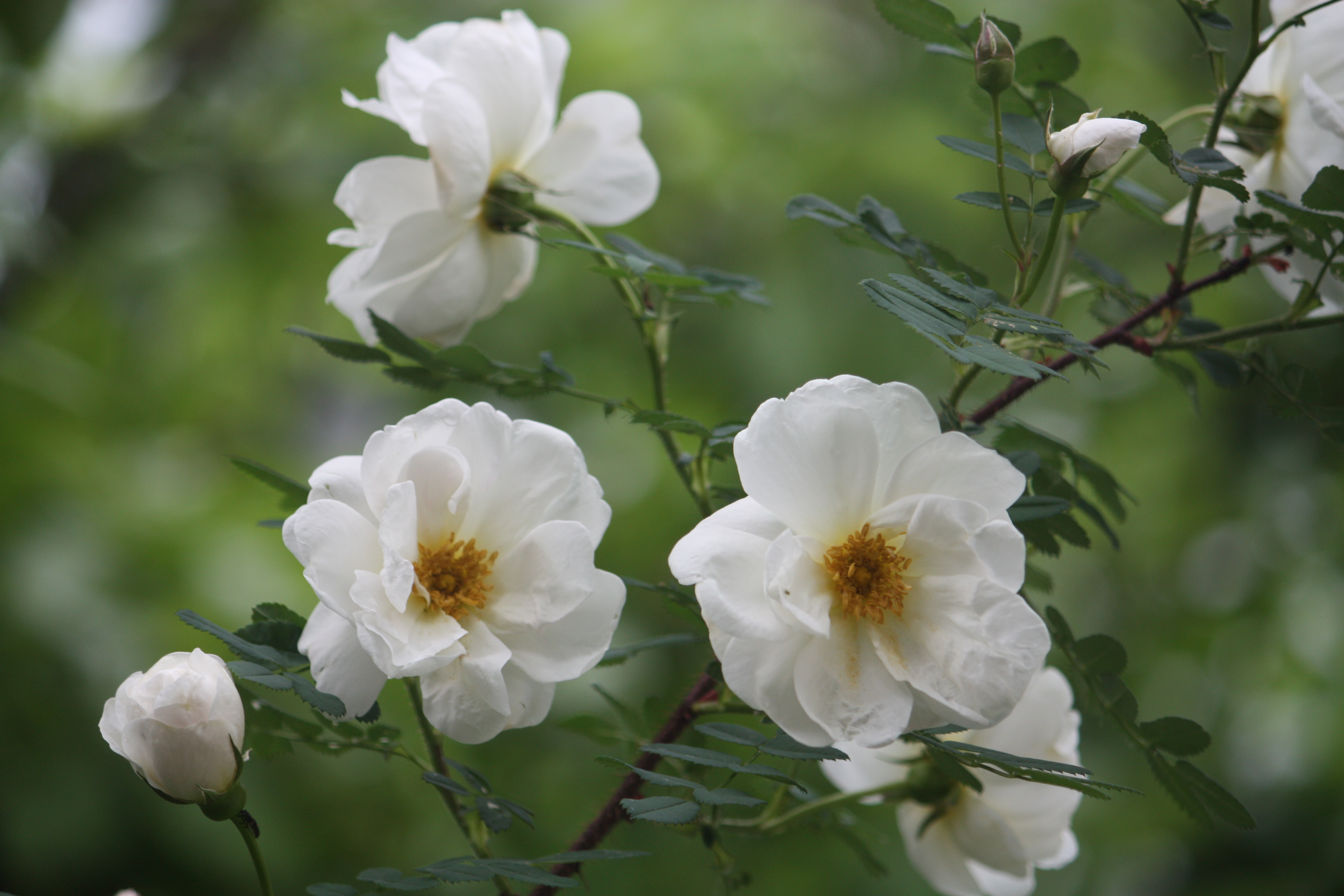
Odmiana 'Plena'

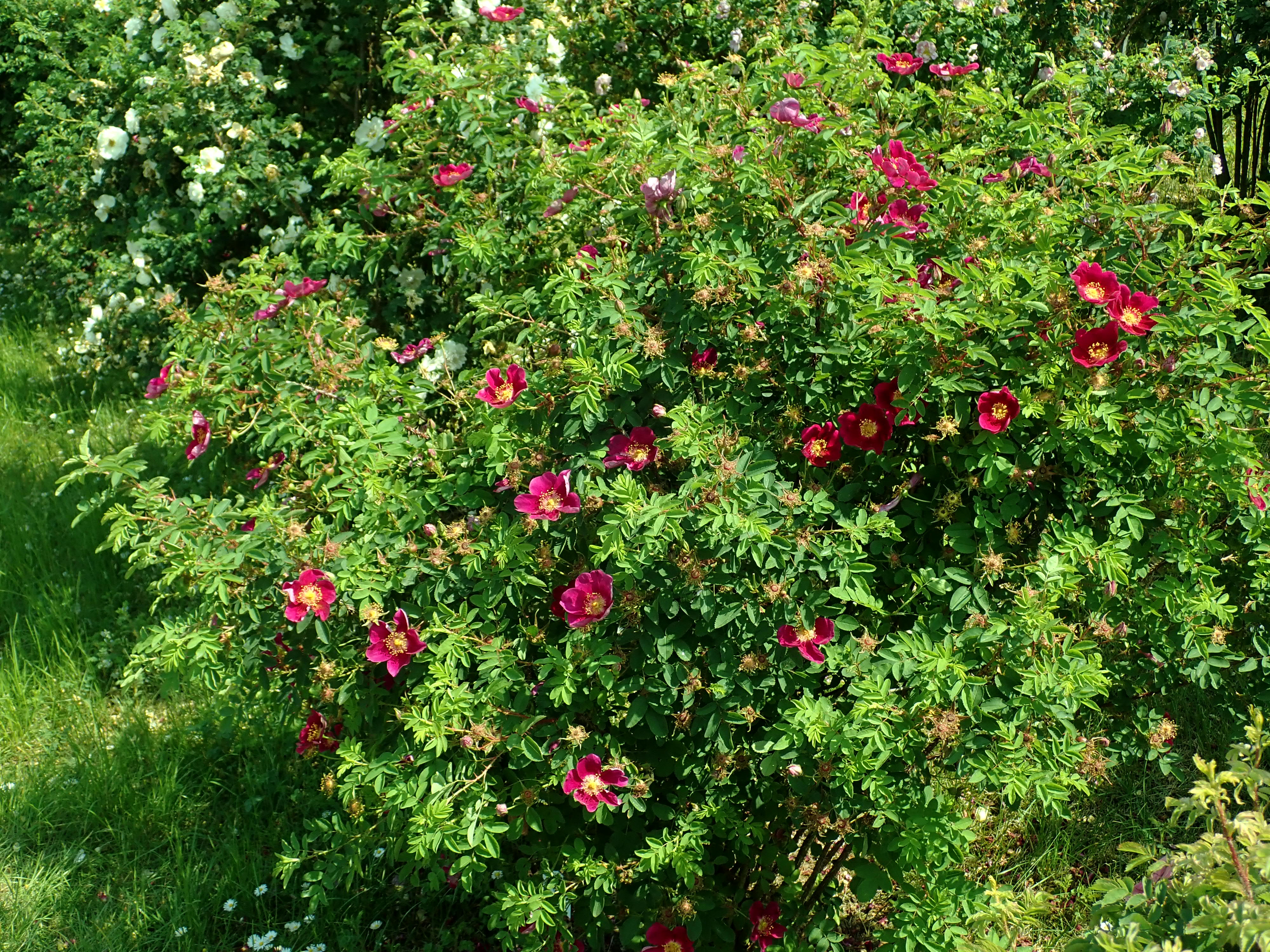
Odmiana 'Single Cherry'

Róża gęstokolczasta (Rosa pimpinellifolia) – gatunek krzewu należący do rodziny różowatych. Występuje pospolicie na obszarach umiarkowanych półkuli północnej. Pochodzi z Europy i Azji Północnej (Syberia). Jest uprawiany jako roślina ozdobna, ale rośnie też dziko jako agriofit prawie w całej Europie, także na terenie Polski. Na południu Polski występuje częściej. Status gatunku we florze Polski: kenofit.

## Systematyka i zmienność
- Według nowszych ujęć taksonomicznych prawidłowa nazwa naukowa to Rosa spinosissima L. Sp. pl. 1:491. 1753[3]. Rosa pimpinellifolia to synonim.
- Ma jedną formę Rosa spinosissima forma luteola (synonimy: Rosa ochroleuca Sw. ex Wikstr., Rosa pimpinellifolia f. luteola, Rosa spinosissima var. luteola Andrews)
- Gatunek ten opisano pod licznymi nazwami (synonimy)[3]: Rosa altaica Willd., Rosa pimpinellifolia L., Rosa sibirica Tratt.
- Tworzy mieszańce z: różą alpejską, r. czerwonawą, r. dziką, r. eliptyczną, r. jabłkowatą, r. kutnerowatą, r. miękką, r. rdzawą[4].

## Morfologia
PokrójNiski krzew o wysokości do 1 m, przeważnie rośnie kępami, gdyż wytwarza liczne i długie rozłogi, z których wybijają nowe pędy. Roślina wybitnie kolczasta.
PędyProste, dość grube, bardzo gęsto pokryte prostymi, szczeciniastymi i niejednakowej grubości kolcami.
LiścieNa długich ogonkach, złożone z 7-11 jajowato-eliptycznych, drobno ząbkowanych listków. Przeważnie nagie listki są na spodniej stronie jaśniejsze.
KwiatyPrzeważnie pojedyncze i na dość długich szypułkach. Szypułki te są nagie, lub pokryte gruczołkami na trzoneczkach. Działki kielicha są trwałe, krótsze od płatków korony, całobrzegie (czasami tylko zewnętrzne działki mają nieliczne i małe łatki). Po przekwitnięciu kwiatów pozostają wzniesione do góry. Kwiaty pięciopłatkowe, biało-kremowe lub różowe. U odmian uprawnych występują także kwiaty pełne, w różnych kolorach. Gęsto owłosione, niezrośnięte szyjki słupka tworzą dużą, siedzącą główkę.
OwoceKuliste, początkowo czerwone, z czasem brązowieją i dochodzą do koloru prawie czarnego. Wewnątrz owłosione orzeszki zawierające nasiona.

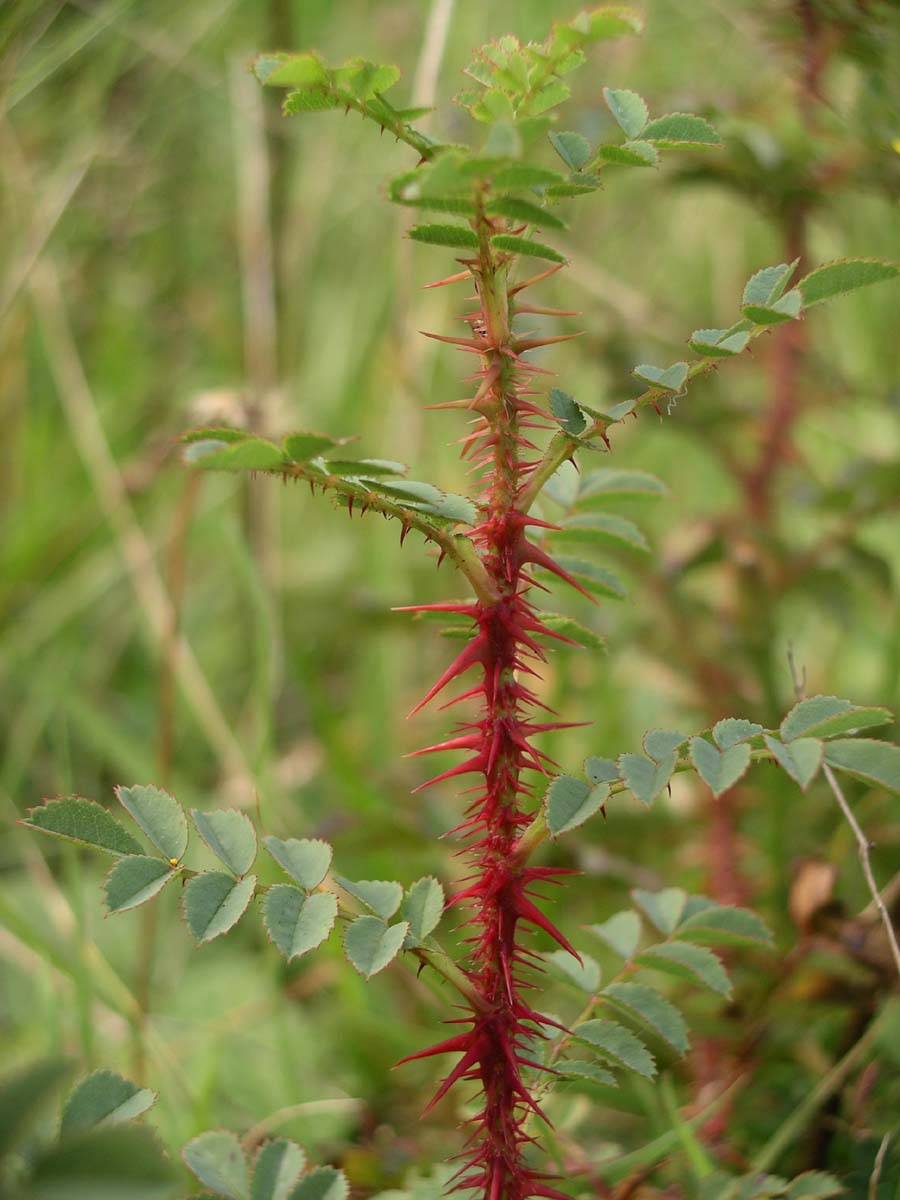
Młody pęd z kolcami
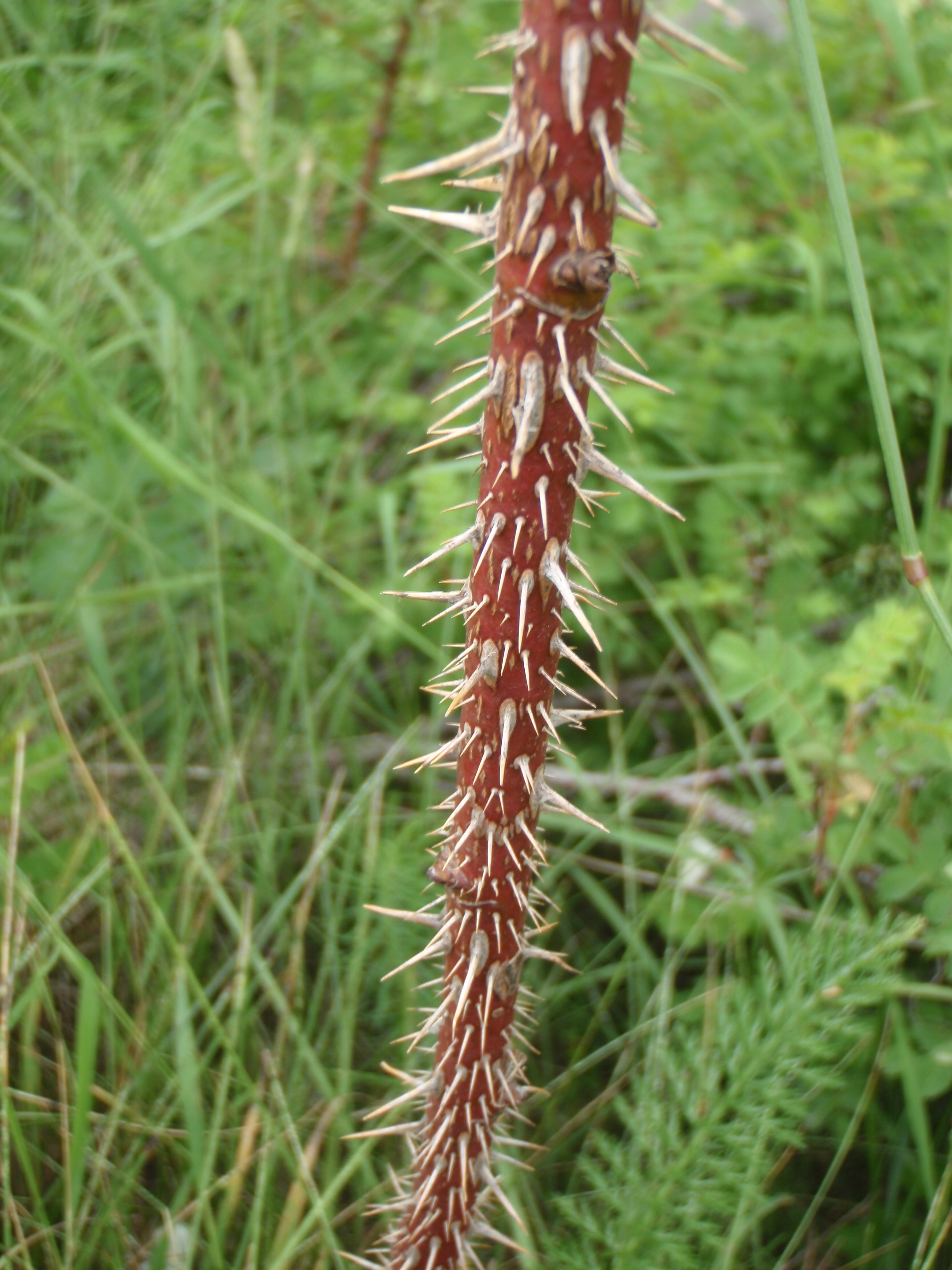
Starszy pęd z kolcami
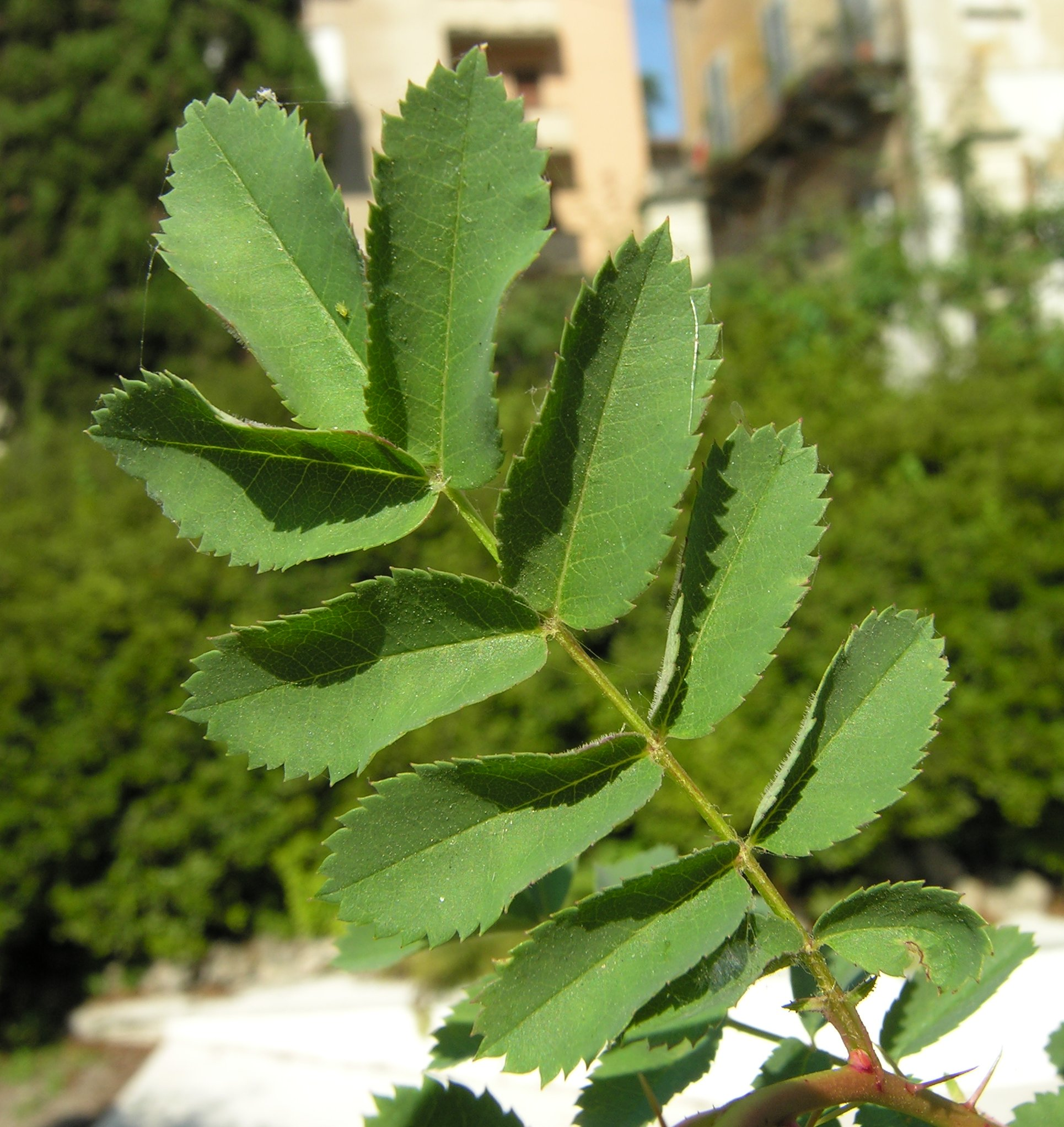
Liść
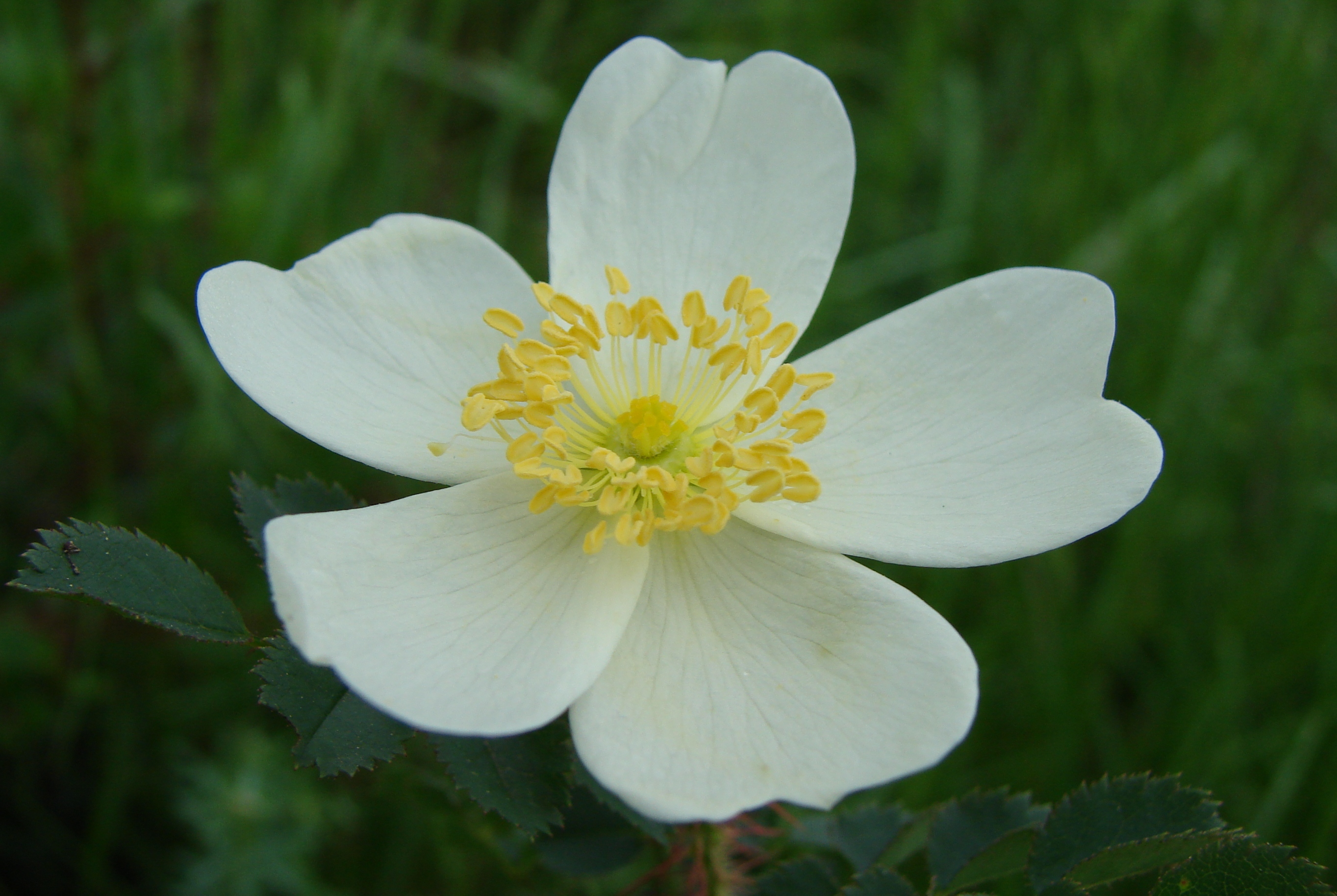
Kwiat
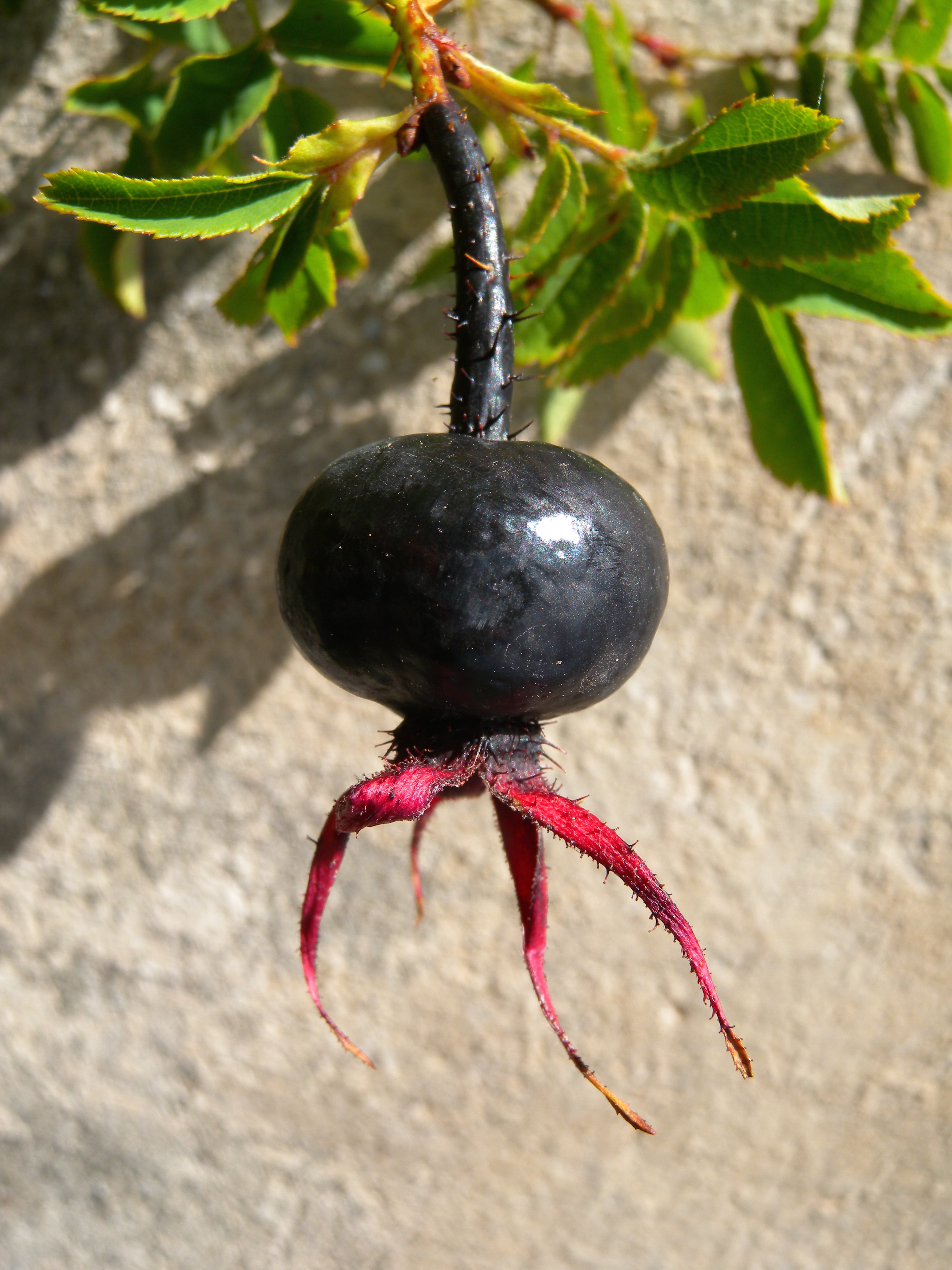
Owoc pozorny

## Biologia i ekologia
Nanofanerofit. Siedlisko: suche i kamieniste zbocza. W klasyfikacji zbiorowisk roślinnych gatunek charakterystyczny dla klasy (Cl.) Rhamno-Prunetea. Kwitnie od maja do czerwca.

## Zastosowanie
- Roślina ozdobna: jest uprawiana zarówno w postaci gatunku typowego, jak i licznych mieszańców międzygatunkowych i w licznych odmianach. Jest w pełni mrozoodporna (Strefy mrozoodporności 4-90[6]).
- Owoce są niezwykle bogatym źródłem witaminy C – zawierają jej więcej, niż inne gatunki róży. Już 1-3 jej owoce w zupełności wystarczą do pokrycia dziennego zapotrzebowania człowieka na tę witaminę. Mogą być używane do sporządzania przetworów i win.
- Roślina lecznicza:
  - Surowiec zielarski: dojrzałe owoce (Fructus Rosae). Są składnikiem wielu mieszanek ziołowych i mają w ziołolecznictwie takie samo zastosowania, jak owoce róży dzikiej i wielu innych gatunków róż. Zawierają oprócz ogromnej ilości witaminy C garbniki, karotenoidy, kwasy organiczne, olejki eteryczne, cukry, pektyny.
  - Działanie: słabo rozkurczające, żółciopędne, łagodnie moczopędne. Róża jest stosowana przede wszystkim jako lek ogólnie wzmacniający (bogate źródło witaminy C), ale także pomocniczo do leczenia różnych schorzeń wątroby, nerek i przewodu pokarmowego, przy przeziębieniach. Jest przy tym nieszkodliwa nawet dla ludzi osłabionych, dzieci, kobiet w ciąży i karmiących. Róża przyspiesza odtruwanie organizmu i wpływa korzystnie na wygląd.
  - Zbiór i suszenie: owoce zbiera się, gdy dojrzeją, ale jeszcze zanim zrobią się miękkie. Suszenie ich jest dość trudne; owoce trzeba rozdrobnić, przez pierwsze 10 min. należy trzymać je w temp. ok. 100 °C, by szybko zniszczyć enzymy rozkładające witaminę C, potem suszyć w temp. ok. 50-60 °C